# 鍊珠簾蛤
鍊珠簾蛤:342（學名：Periglypta corbis）為簾蛤目簾蛤科皱纹蛤属之下的一個雙殼綱軟體動物物種。

## 形態描述
本物種的貝殼呈卵圓形，殼的表面有褐色的不規則斑紋。

## 分佈
本物種分佈於西太平洋及台灣海峽。

## 棲息地
本物種棲息於淺海的沙底。